# 山川里菜
山川 里菜（やまかわ りな、1995年7月14日 - ）は、福岡県のジュニアモデル。株式会社ノーメイク所属。
趣味はショッピング、特技はダンスと料理。好きなアーティストは西野カナ。
現在、福岡発アイドルユニット「青春女子学園」のメンバーとしても活動中。
同じ福岡県を拠点にするアイドルグループHKT48の中西智代梨は友人である。

## 出演

### CM
- ダイヤモンドシティバリュー
- ハウステンボス
- 英進館

### 雑誌
- 角川書店「九州ウォーカー」
- 毎日新聞社「まいにちみんと」

### スチールモデル
- 「セシール」
- 「福岡雙葉学園」HPモデル

### TV番組
- TNC「ちかっぱ」
- TNC「空飛ぶヒヨコ」ヒヨコ探検隊レギュラー

### ウェブTV
- 福岡県web番組「福岡観光チャンネル」
- ふくおかビックリTV「ぱぱじゃま!!」
- ふくおかビックリTV「青春女子学園-学級だより-」

### VP
- 「蜂屋　はちみつ」

### ミュージカル
- 「のらねこの夢」

### ショーモデル
- メアリー・ケイトアンドアシュレイ
- シェリーヌスイムスーツコレクション
- 「ゆめたうん」キッズファッションショー
- 「福岡市海フェスタ」ファッションショー

### 映画
- 「佐賀のがばいばあちゃん」
- 「あなたの知らない怖い話　劇場版」（2012）
- 「トイレの花子さん」（2013）

## 青SHUN学園 同期メンバー
- 春乃美月
- 桜衣かれん
- 金光みり愛
- 石田彩
- 原田真帆
- ひなた歩夢
- 石井晶子
- 森川愛理